# Шелби Супер Карс
Шелби Супер Карс (на английски: Shelby Super Cars, SSC) е американски автомобилен производител на т. нар. екзотични или суперавтомобили.
Седалището на фирмата е близо до агломерацията Трите града (Кенеуик, Паско и Ричланд) в щата Вашингтон. Собственик на компанията е Джеръд Шелби, който няма роднинска връзка с легендарния автомобилен състезател и конструктор Каръл Шелби, който създава най-мощните спортни модели на Форд Мустанг.
Автомобилът, произвеждан от Шелби Супер Карс е SSC Аеро. Версията Ултимейт Аеро ТТ с 1183 к.с. подобрява рекорда за най-бърз сериен автомобил в света. Това става на 13 септември 2007 г., а достигнатата скорост възлиза на почти 412 км/ч.